# Karamanli
Pour les articles homonymes, voir Karamanlis.
La dynastie Karamanli  (également orthographiée Caramanli ou Qaramanli) est une dynastie autonome de l'Empire ottoman qui dirigea la régence de Tripoli en tant que pachas entre 1711 et 1835. 
Leur territoire comprenait Tripoli et ses environs dans l'actuelle Libye. À son apogée, l'influence de la dynastie Karamanli atteint la Cyrénaïque et le Fezzan, couvrant la majeure partie de la Libye. Le fondateur de la dynastie était Pacha Ahmed Karamanli (1686-1745), un descendant des Karamanides médiévaux. Le dirigeant Karamanli le plus connu était Yusuf ibn Ali Karamanli Pacha qui régna de 1795 à 1832, qui mena une guerre avec les États-Unis entre 1801 et 1805. Ali II fut le dernier de la dynastie.

## Liste des pachas de la dynastie des Karamanli
- Ahmad Ier Pacha Karamanli (1711-1745)
- Mehmed Ier Pacha Karamanli (1745-1754)
- Ali Ier Pacha Karamanli (1754-1793)
- Ahmad II Pacha Karamanli (bey) (1791-1793)
- Ali II Pacha Karamanli (1793-1795)
- Ahmad II Pacha Karamanli (1795)
- Yusuf Pacha Karamanli, gouverneur entre 1792-1793 (1795-1832)
- Ali III Pacha Karamanli (1832-1835)
- Mehmed II Pacha Karamanli (1832-1835)